# Jakob Christian Heusser

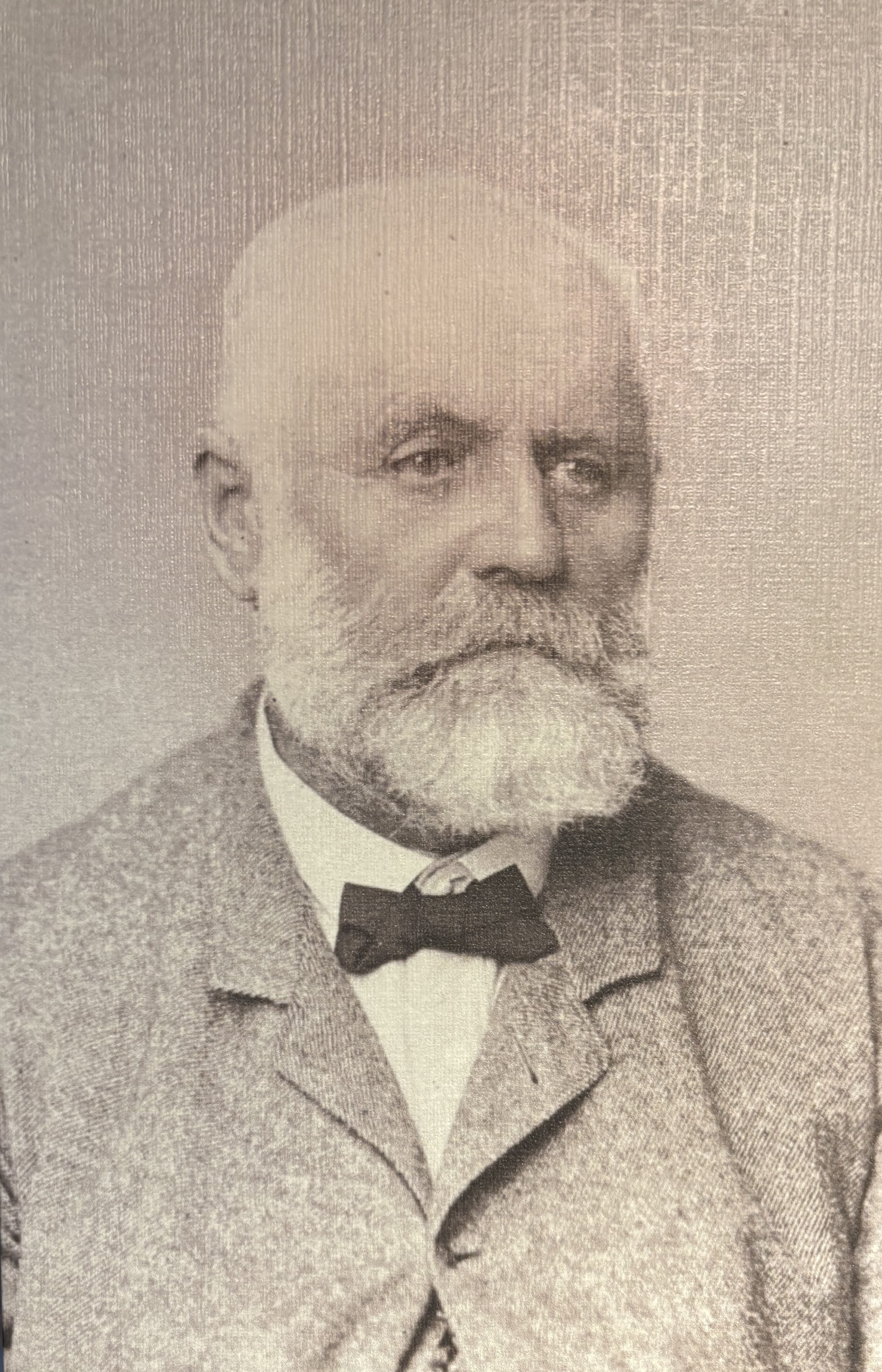
Jakob Christian Heusser

Jakob Christian Heusser (* 28. März 1826 in Hirzel im Kanton Zürich; † 21. April 1909 in Buenos Aires) war ein Schweizer Kristallograph, Mineraloge und Geologe.  Er war der ältere Bruder der Schriftstellerin Johanna Spyri.

## Leben
Jakob Christian Heusser wurde am 28. März 1826 als Sohn des Arztes Johann Jakob Heusser und der Dichterin Meta Heusser-Schweizer in Hirzel geboren. Heusser studierte zunächst Medizin an der Universität Zürich, danach Naturwissenschaften an der (späteren) Humboldt-Universität zu Berlin, wo er 1851 promovierte. Danach war er im Privatlabor des Berliner Physikers und Chemikers Heinrich Gustav Magnus mit kristall-optischen Studien beschäftigt, die er 1852 bei Franz Ernst Neumann an der Universität Königsberg fortsetzte. 1853 wurde er als Privatdozent für Mineralogie an die Universität Zürich bestellt. Erfolgreich verhinderte der Politiker und Vizepräsident des Schulrats des Polytechnikums Alfred Escher die Ernennung Christian Heussers zum Professor.
1856 unternahm Heusser im Auftrag der Kantone Zürich, Graubünden, Bern, Unterwalden, Glarus und Aargau eine Inspektionsreise nach Brasilien zur Überprüfung der Klagen von Schweizer Pächtern auf Plantagen bei São Paulo. Sein kritischer Bericht an die Zürcher Regierung führte zu einer Diskussion über die schweizerische Auswanderungspraxis. Ab 1859 lebte er in Buenos Aires, wo er als Geologe, Vermessungsingenieur und Landbesitzer tätig war. Heusser verfasste zahlreiche Aufsätze zur Geologie und Mineralogie Brasiliens, Argentiniens und der Schweiz sowie zur Auswanderung. Er heiratete 1871 Anna Smith und verstarb am 21. April 1909 in Buenos Aires.
Heusser war seit 1851 mit dem Dichter Gottfried Keller befreundet. Im ersten Kapitel des Novellenzyklus Das Sinngedicht schildert Keller die Berliner Arbeitsumgebung seines Freundes im Magnus-Haus.

## Archiv
- Johanna-Spyri-Stiftung in Zürich, Briefe.